# Begonia porteana
Espèce
Begonia porteana est une espèce de plantes de la famille des Begoniaceae.
Elle a été décrite en 1882 par Auguste Van Geert (1888-1938).

## Répartition géographique
Cette espèce est originaire du pays suivant : Philippines.